# Nomada florilega
Nomada florilega là một loài Hymenoptera trong họ Apidae. Loài này được Lovell & Cockerell mô tả khoa học năm 1905.